# Prionoplus reticularis
Prionoplus reticularis (лат.) — вид жуков-усачей из подсемейства прионин. Крупнейший жук Новой Зеландии, являющийся эндемиком данной области.

## Распространение и места обитания
Особи населяют все лесные биотопы Новой Зеландии, на высоте до 1400 метров над уровнем моря. Встречаются от самых влажных лесов (в том числе South Westland rimu) до самых засушливых (Canterbury radiata pine).

## Описание
Длина тела взрослого насекомого до 45-50 мм. Надкрылья коричневого цвета с сетчатым рисунком желтовато-кремового цвета.
Готовая к окукливанию личинка в длину достигает 70 мм. Её тело беловатое.

## Экология

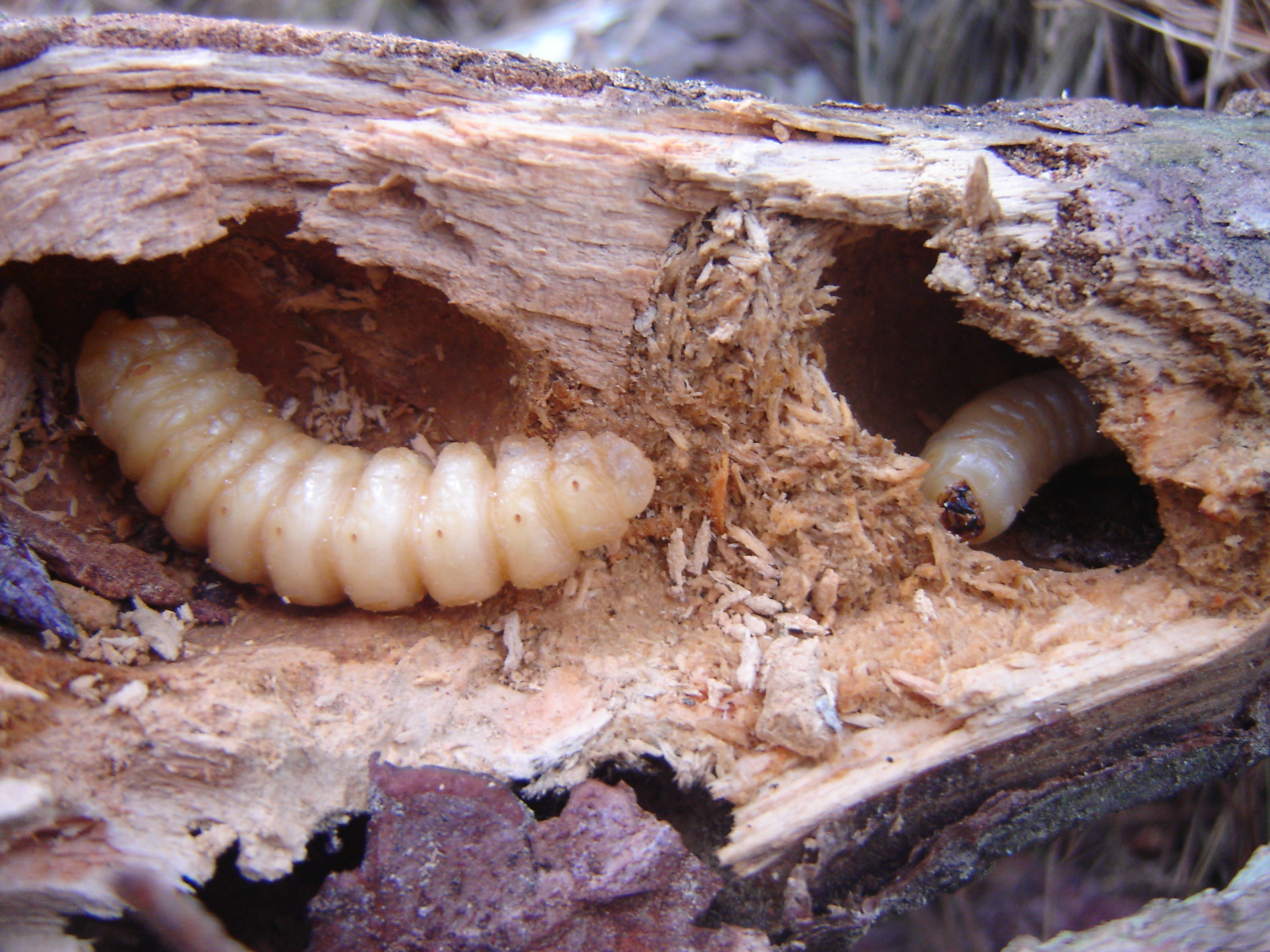
Личинки усача.

Жуки активны в дневное время суток, хотя большую активность проявляют в ночное время, и могут прилетать на искусственный свет человеческих жилищ. Длительность жизни взрослой особи около 14 дней. Имаго, после появления из куколок, вовсе не питаются.
Самка откладывает яйца группами по 10 штук в расщелины коры, в выходы тоннелей древесных насекомых, на древесном строительном материале и в щели, оставшиеся после сруба или спила, кормовых растений. Яйца длиной около 3 мм. Стадия яйца длится около месяца. Новорождённые личинки вбуравливаются в ствол дерева, оставляя овальный ход шириной в 1 миллиметр. Питаются древесиной любой области пищевого материала. Личинки играют важную роль в утилизации древесины мёртвых стоящих и сваленных (валежин, брёвен) деревьев, но способны также заселять и мёртвые сучья и сильно промокаемую древесину живых деревьев. В список кормовых растений личинок включены следующие виды: Acacia mearnsii, каури, Beilschmiedia tawa, кипарис крупноплодный, ногоплодник дакридиевидный, дакридиум кипарисовый, лиственница европейская, сосна лучистая, подокарп снежный, подокарп тотара и псевдотсуга Мензиса. Генерация 2-3-летняя.
На личинок данного вида способны охотиться проволочники жуков-щелкунов Thoramus wakefieldi.

## Использование в пищу
Личинки P. reticularis съедобны для человека. У коренных народов существует длительная традиция их употребления в пищу. По вкусу личинки напоминают курицу в масле или арахисовое масло. В языке маори существуют различные названия для личинок на разных стадиях развития. Молодые особи, активно питающиеся древесиной, называются «tunga haere» или «tunga rākau». Наиболее ценными считаются полностью выросшие личинки, прекратившие питаться и готовящиеся к окукливанию — их называют «tataka». Личинок употребляют как в сыром виде, так и приготовленными традиционным способом в земляной печи хангии. В условиях дикой природы Новой Зеландии личинки являются богатым источником жиров.

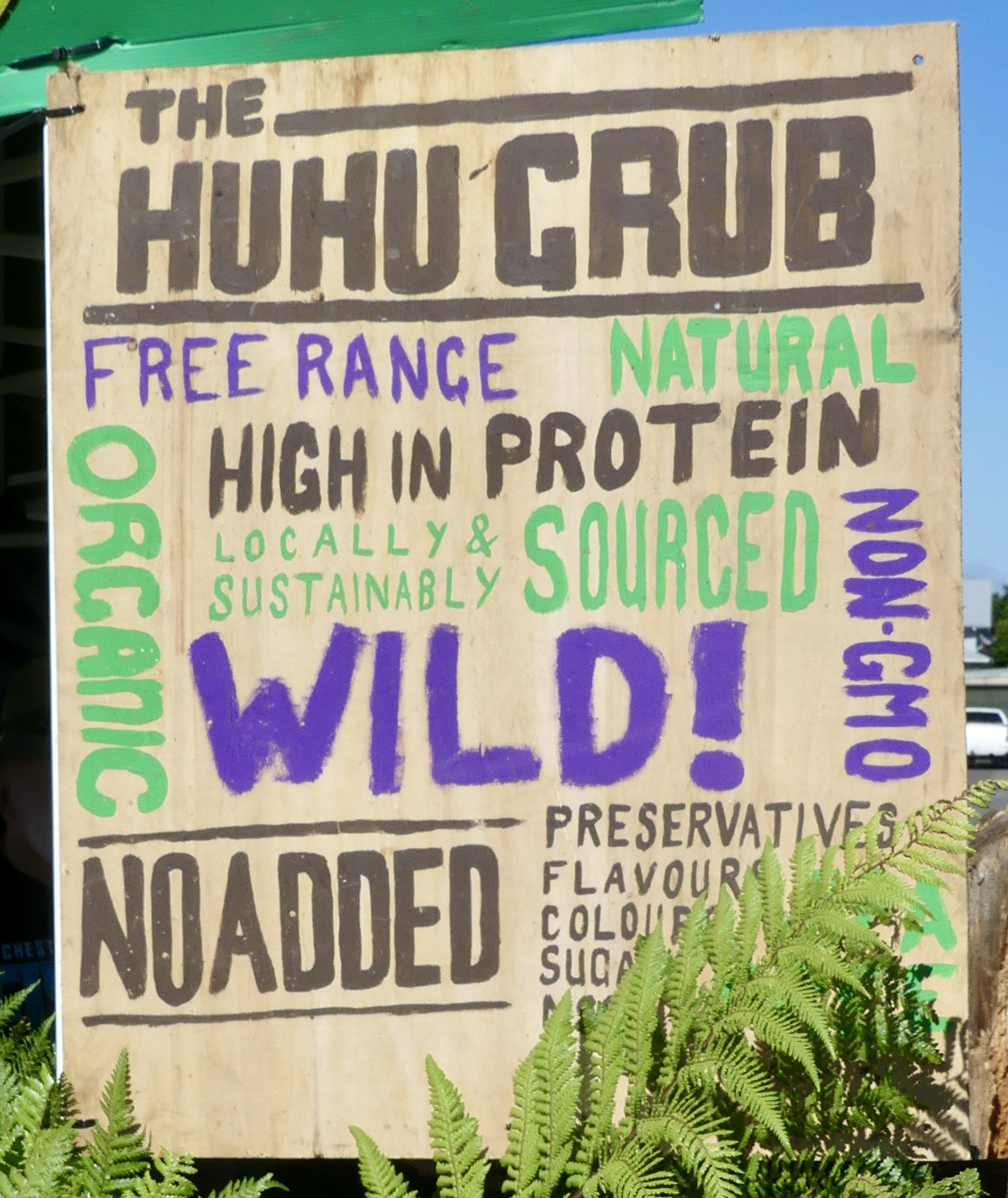
Реклама блюд из приготовленных личинок на фестивале экзотических продуктов в Хокитике, 2021 год.

P. reticularis содержит значительное количество питательных веществ. Личинки и куколки характеризуются высоким содержанием жиров (до 45 % и 58 % сухого веса соответственно). Жиры в личинках представлены преимущественно олеиновой и пальмитиновой кислотами. Второй по содержанию компонент — белок, составляющий 30 % сухого веса крупных личинок и около 28 % сухого веса куколок. Белковые экстракты личинок и куколок богаты незаменимыми аминокислотами, включая изолейцин, лизин, лейцин и валин. Общее содержание незаменимых аминокислот в личинках соответствует требованиям ВОЗ к питанию человека. По этому показателю личинки превосходят мучных червей и сопоставимы с говядиной и нутом. Белковые порошки из личинок и куколок при восстановлении в воде образуют стабильные пены и эмульсии. Содержание минеральных веществ составляет 1,8 % сухого веса в крупных личинках и 2,2 % в куколках. Среди минералов присутствуют марганец, магний, фосфор, железо, медь и цинк.